# Język cebuański
Język cebuański, także cebuano (ceb. Binisayang Sinugboanon, Sinebwano) – język austronezyjski z grupy języków bisajskich, używany na Filipinach.
Nazwa języka pochodzi od filipińskiej wyspy Cebu.
Rozwinął piśmiennictwo na bazie alfabetu łacińskiego. W tym języku wydano przekład Pisma Świętego.

## Historia
Język cebuański pochodzi z wyspy Cebu. Język ten rozprzestrzenił się na pobliskie wyspy, a także Bohol, wschodni Negros, zachodnią i południową część Leyte oraz większość Mindanao, zwłaszcza północną, południową i wschodnią część wyspy.
Pierwszą dokumentację lingwistyczną języka cebuańskiego stanowi lista słownictwa sporządzona przez włoskiego odkrywcę Antonio Pigafettę, który brał udział w wyprawie Ferdynanda Magellana w 1521 r. i ją udokumentował. Na początku XVIII wieku hiszpańscy misjonarze zapoczątkowali piśmiennictwo w tym języku. W okresie od 1565 do 1898 roku język cebuański był pod silnym wpływem języka hiszpańskiego. Podczas tego okresu przejął wiele słów o podłożu hiszpańskim. Ze względu na wpływ tego języka wzrosła również liczba dźwięków samogłosek – z trzech do pięciu.
Pewne fakty wskazują na istnienie przedhiszpańskiego systemu pisma w tym języku, jednakże jego użycie wydaje się sporadyczne. Hiszpanie odnotowali istnienie pisma zwanego przez tubylców kudlit-kabadlit. Pismo to zanikło w XVII wieku, ponieważ zostało ostatecznie wyparte przez alfabet łaciński.